# あつめし

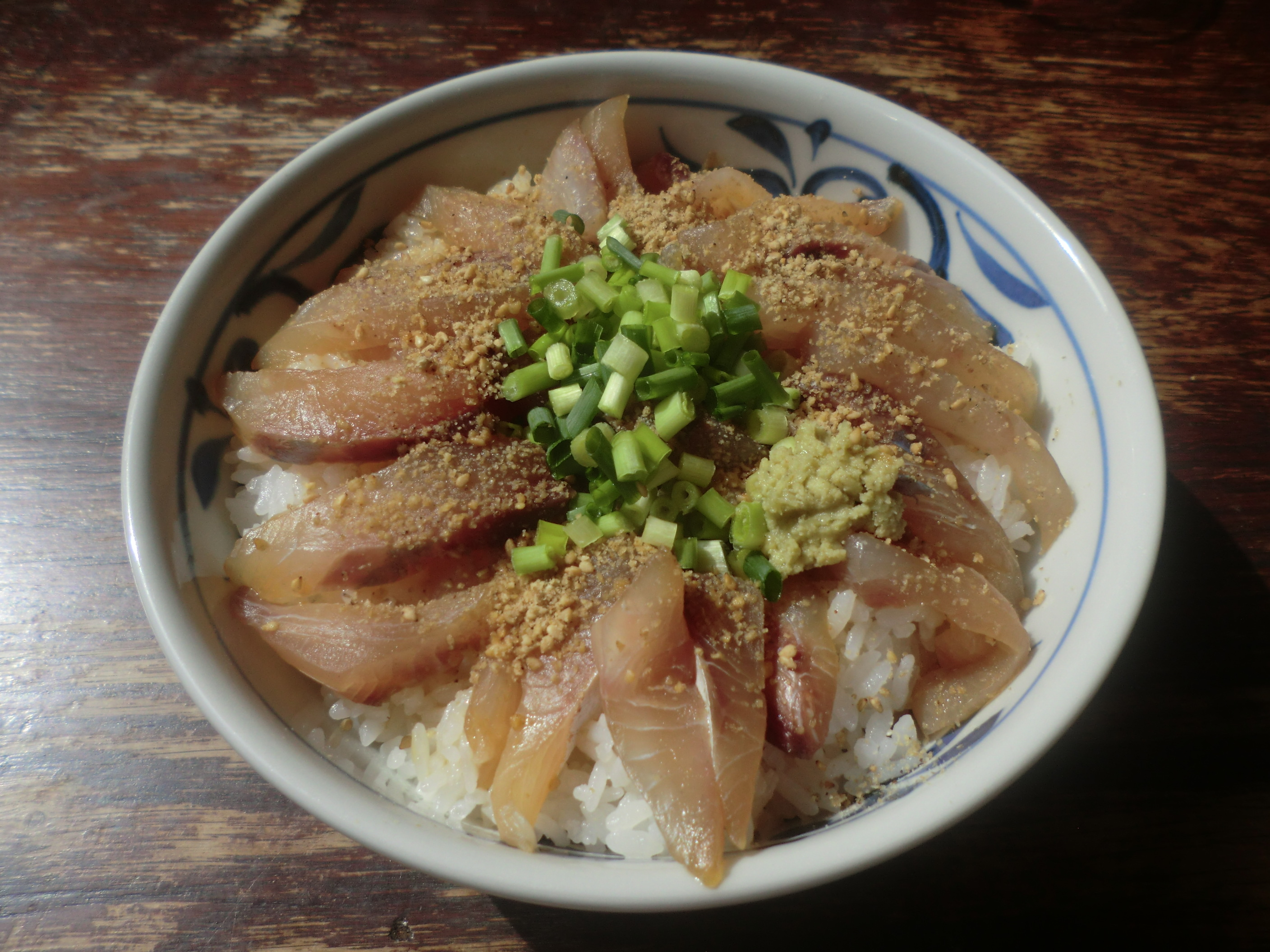
調理の一例

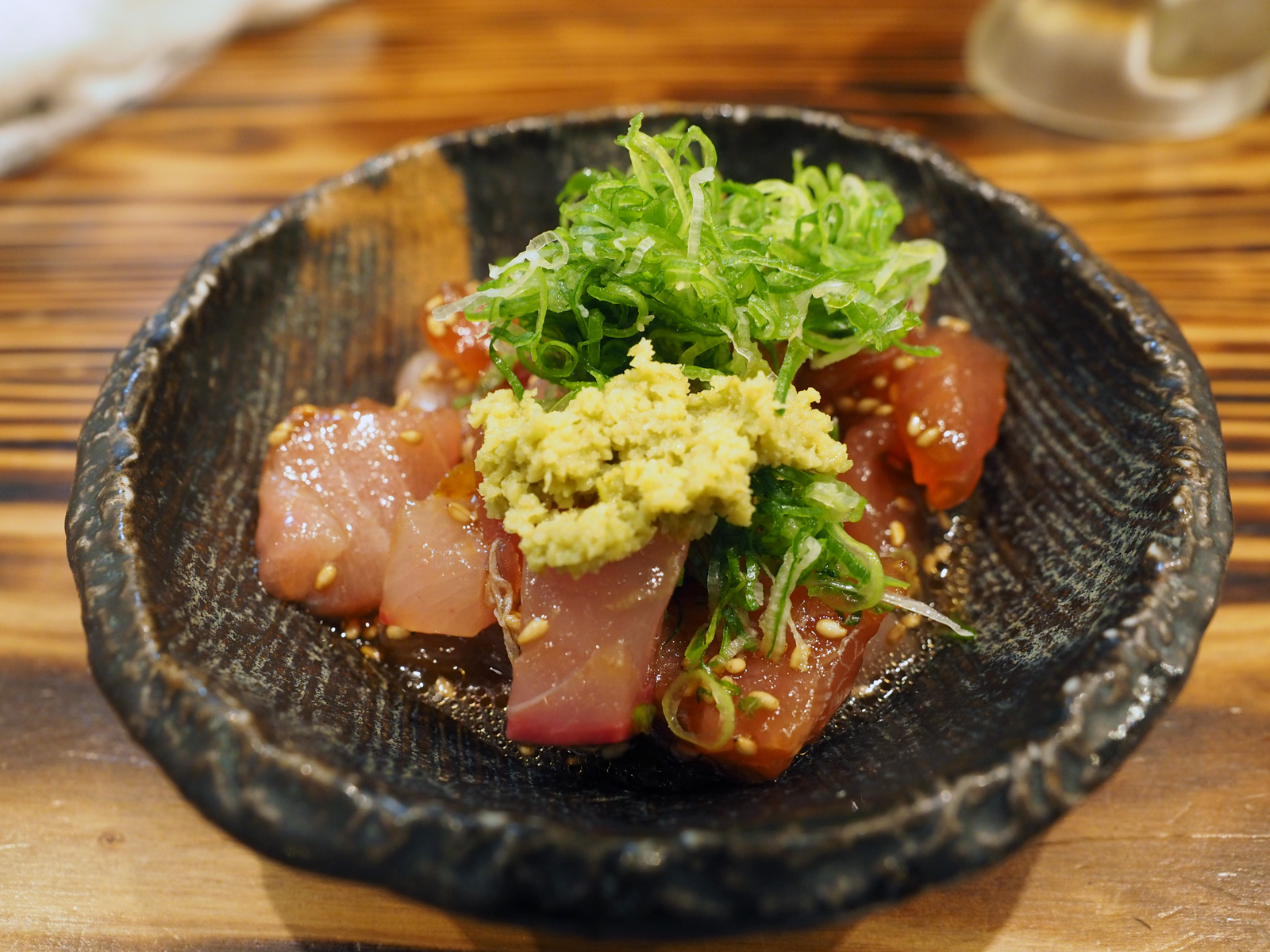
りゅうきゅう

あつめし（温飯）は、大分県南部沿岸の佐伯市の旧・蒲江町や旧・米水津村地区の郷土料理である。「ブリのあつめし」は農山漁村の郷土料理百選に選定されている。
県内の他地域でも同様の料理があり、ひゅうが丼やりゅうきゅうと呼ばれている。ただし、あつめしやひゅうが丼が魚の切り身を丼飯の上に乗せたものであるのに対して、りゅうきゅうは魚のみで供されるものを指し、りゅうきゅうを丼飯の上に乗せたものはりゅうきゅう丼と呼ばれる。

## 概要
一仕事終えた漁師達が漁で獲れた魚を新鮮なうちに捌き、海水で洗いそれを一口大に切って醤油・酒・砂糖で和え、ゴマやネギ等の薬味を掛けて、炊きたてで熱々の丼飯に載せ豪快に混ぜ合わせて食べた海の男のまかない料理である。
「あつめし」という名は、この様にして食べていたことから付けられたと言われている。「りゅうきゅう」という名については起源がはっきりしていないが、調理法が琉球の漁師から伝えられたからという説や、千利休に因んでゴマを使った料理を「利休和え」、「利休焼き」等と呼ぶことに由来するという説など諸説がある。
『美味しんぼ』の日本全県味巡りの大分編（単行本第71巻収録）において、この料理が他の大分の郷土料理と共に取り上げられている（『関アジの琉球』『豊後牛のうれしの琉球』）。
なお、これらによく似た郷土料理に福岡県のごまさば、愛媛県南部のひゅうが飯がある。

## 材料
- 刺身用の魚（ブリ、カツオ、サバ、アジ等。）
- 好みの薬味（ネギ、ゴマ、生姜、青ジソ、ワサビ、ニンニク等。）

## ひゅうが丼

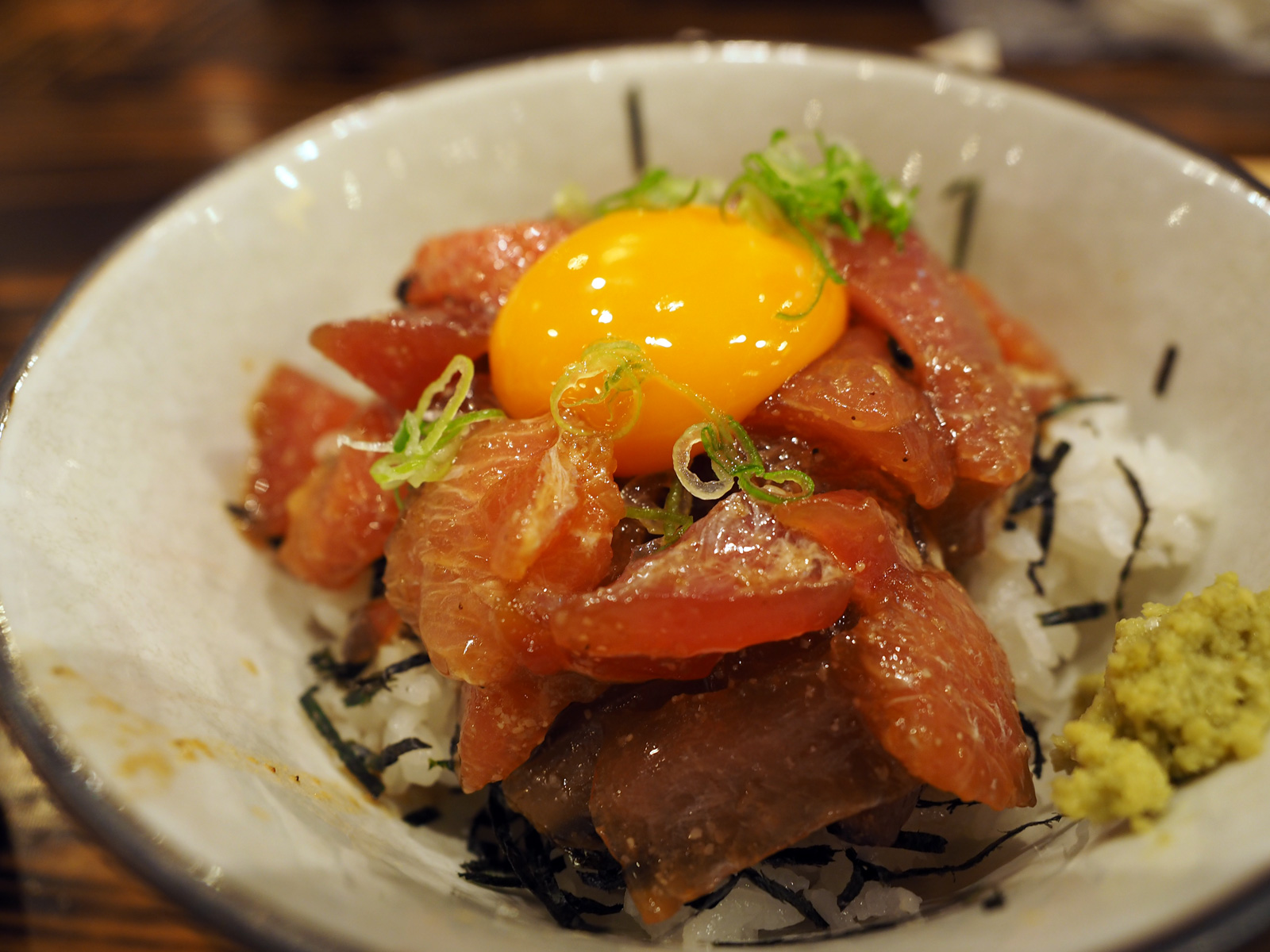
ひゅうが丼

大分県津久見市保戸島やその他市内各地では、同様の料理がひゅうが丼として伝わっている。保戸島はマグロ遠洋漁業の基地であり、ひゅうが丼には主にマグロが使われる。ひゅうが丼は、かつては祝いの席等で食べられていた。
ひゅうが丼は、大分ツーリズムサミットIN別府のグルメグランプリで、2年連続金賞を受賞している。また、全国丼サミットにおいて、道場六三郎から「丼の原点」と評された。
ひゅうが丼という名称からは、日向国や日向灘が連想されるが、名前の由来は不明である。漁師が船上で食べた料理で、風の音が「ひゅーひゅー」と聞こえることから名付けられたという説もある。